# The Ultimate Fighter: Team Cruz vs. Team Faber
The Ultimate Fighter: Live é a decima quinta edição da série The Ultimate Fighter, produzido pelo Ultimate Fighting Championship.Esta temporada marca  estreia no canal FX,e a participação de Jon Anik como apresentador do programa.Nesta edição será disputada a categoria peso leve.
Como parte do acordo com a FX  a série foi renovada.Nas temporadas anteriores, os episódios eram filmados em 6 semanas,editados e exibidos alguns meses depois que a filmagem foi concluida.Nesta temporada, o reality está sendo filmado em 13 semanas, e esta sendo editado uma semana antes de ser exibido. Além disso essa temporada será a primeira a ter lutas ao vivo.
O UFC e FX realizaram seletivas em 5 de dezembro de 2012 em Las Vegas,Nevada,a chamada saiu para lutadores leve e Meio Médio.Alguns lutadores apareceram para as eliminatórias como o veterano do UFC Jamie Yager, o veterano do WEC Blas Avena,os veteranos do Bellator Rudy Bears ,Zak Cummings e Jacob McClintock e o lutador do K-1 Kultar Gill.
Em 06 de Dezembro de 2011 foi anunciados que os treinadores da temporada seria o atual campeão do peso galo do UFC Dominick Cruz e o ex campeão dos pesos pena do WEC Urijah Faber

## Elenco

### Treinadores
| Team Cruz - Dominick Cruz, Treinador Principal - Doug Balzarini - Phil Davis - Eric DelFierro - Lloyd Irvin - Ross Pearson - Wilson Reis - Shanon Slack | Team Faber - Urijah Faber, Treinador Principal - Dustin Akbari - Justin Buchholz - Lance Palmer - Fabio Prado - Thonglor "Master Thong" Armatsena - Danny Castillo - T.J. Dillashaw |

### Lutadores
Time Cruz
- Myles Jury, Jeremy Larsen, Justin Lawrence, Mike Rio, Sam Sicilia, Chris Tickle, James Vick, Vinc Pichel

Team Faber
- Michael Chiesa, John Cofer, Daron Cruickshank, Al Iaquinta, Cristiano Marcello, Andy Ogle, Joe Proctor, Chris Saunders

Lutadores eliminados nas eliminatórias
Akbarh Arreloa, Erin Beach, Jared Carlsten, Dakota Cochrane, Drew Dober, Mark Glover, Chase Hackett, James Krause, Austin Lyons, Ali Maclean, Cody Pfister, Jordan Rinaldi, Jeff Smith, Jon Tuck, Brendan Weafer, Johnavan Vistante

### Episódios
Episodio 1 (09 de Março, 2012)
- Dois dias antes do episódio ao vivo, os 32 lutadores conheçeram Dana White e seus treinadores (Cruz e Faber).White explica que acontecerá uma rodada eliminatória e que 16 irão pra Casa Do The Ultimate Fighter para competir durante o resto da temporada. Ele ainda explica que as lutas eliminatórias terão apenas 1 round de 5 minutos.
- Os Prêmios de bonus são:
  - Melhor luta: $25,000 cada lutador
  - Melhor finalização:  $25,000
  - Melhor Nocaute: $25,000
  - Qualquer luta que termina por finalização, nocaute, ou parada do árbitro  o vencedor ganha: $ 5.000.
  - O vencedor do TUF 15 e seu treinador também vai ganhar uma moto Harley Davidson.
  - O vencedor do TUF 15 ganhará um contrato de um ano com a Tapout
- Resultado das eliminatórias:
  - Joe Proctor derrotou Jordan Rinaldi em 2:08 por finalização com uma guilhotina.
  - Cristiano Marcello derrotou Jared Carlsten em 2:43 por finalização com um mata-leão.
  - Sam Sicilia derrotou Erin Beach em 0:08 por nocaute técnico.
  - Chris Tickle derrotou Austin Lyon em 0:24 por nocaute técnico.
  - Andy Ogle derrotou Brendan Weafer, por decisão unânime (10-9, 10-9, 10-9).
  - Vinc Pichel derrotou Cody Pfister em 3:39 por finalização com um mata-leão.
  - John Cofer  derrotou Mark Glover por decisão unânime (10-9, 10-9, 10-9).
  - Chris Saunders derrotou Chase Hackett, por decisão unânime (10-9, 10-9, 10-9).
  - James Vick derrotou Dakota Cochrane por decisão dividida (9-10, 10-9, 10-9).
  - Michael Chiesa derrotou Johnavan Vistante em 2:05 por finalização com um mata-leão.
  - Mike Rio derrotou Ali Maclean em 3:32 por finalização com um mata-leão.
  - Justin Lawrence derrotou James Krause em 01:25 por nocaute técnico.
  - Daron Cruickshank derrotou Drew Dober venceu por decisão unânime (10-9, 10-9, 10-9).
  - Jeremy Larsen derrotou Jeff Smith por decisão unânime (10-9, 10-9, 10-9).
  - Al Iaquinta derrotou Jon Tuck por decisão unânime (10-9, 10-9, 10-9). Tuck apareceu para quebrar um dedo do pé direito durante a luta.
  - Myles Jury derrotou Akbarh Arreloa por decisão unânime (10-9, 10-9, 10-9)

Episodio 2: "Abraçe a Guerra" (16 de Março, 2012)
- Sabado 8:00: Os lutadores e treinadores estão no centro de treinamento do UFC com Dana White. White anuncia que vai lançar uma moeda para escolher um treinador. O treinador que ganha o coin flip vai ter a opção de escolher o primeiro lutador ou a primeira luta,Urijah Faber vence o coin flip e escolhe a primeira luta.Dominick cruz escolhe o primeiro lutador ,depois faber , de forma alternada.

| Treinador | 1st Pick        | 2nd Pick           | 3rd Pick          | 4th Pick    | 5th Pick    | 6th Pick    | 7th Pick     | 8th Pick       |
| --------- | --------------- | ------------------ | ----------------- | ----------- | ----------- | ----------- | ------------ | -------------- |
| Cruz      | Justin Lawrence | Sam Sicilia        | Myles Jury        | Mike Rio    | James Vick  | Vinc Pichel | Chris Tickle | Jeremy Larsen  |
| Faber     | Al Iaquinta     | Cristiano Marcello | Daron Cruickshank | Joe Proctor | Mike Chiesa | John Cofer  | Andy Ogle    | Chris Saunders |

- Sábado 14:00: Urijah Faber anuncia a primeira luta: James Vick vs Daron Cruickshank.
  - Antes do anuncio da luta Faber pergunta a Cruz sobre um comentário feito em uma entrevista a revista UFC, em que mencionou que a familia Faber provavelmente o ajudou a comprar o ginasio.Faber nega a afirmação e alerta Cruz para ficar longe de comentários familiares. Cruz pede desculpas antes do anúncio.
- Domingo 02:00PM: Mike Chiesa, no centro de treinamento, é dito para ligar para casa e descobre que seu pai faleceu no dia anterior. Chiesa fala sobre seu pai ter estado doente e fazendo-o prometer ficar no programa, independentemente do que acontecesse.
- Segunda-feira 09:00: Dana White se reúne com Chiesa. White diz que Chiesa pode ir para casa por uns dias para estar com sua família, assistir ao funeral e pode então retornar o show depois.
- Quinta-feira 16:00: Os lutadores se pesam. Vick pesa 70kg (154 lbs) e Cruickshank em 70,5 kg (155,5 lbs).
- James Vick derrota Daron Cruickshank por nocaute em 2:16 do primeiro round com uma joelhada.
  - Após a luta, como o time Cruz venceu a primeira luta D. Cruz escolheu a próxima luta. De sua equipe, Cruz pega Justin Lawrence. Cruz, então, diz Faber que ele pode pegar qualquer um de sua equipe para enfrentar Lawrence. Faber hesita antes de perguntar se alguém de sua equipe quer lutar Lawrence. Quando ninguém se pronuncia, Faber diz a Cruz para fazer a escolha por ele. Cruz escolhe o brasileiro Cristiano Marcello para enfrentar Justin Lawrence na próxima semana.

Episodio 3: "Velha Escola vs. Nova Escola" (Março 23, 2012)
- Sexta-feira 20:15: Após episódio ao vivo da semana anterior há uma discussão entre ambas as equipas no que diz respeito à hesitação por parte da equipe Faber escolher alguém para enfrentar Justin Lawrence.
- Domingo 08:00: Chris Tickle, usando uma máscara de gás, começa a guerra desta temporada  ao tentar mover o sinal Faber de estacionamento do outro lado da rua. Na tentativa de fazê-lo, ele quebra o sinal e coloca-lo em uma pilha de pneus usados no interior do centro de treinamento do UFC.
- Segunda-feira 11:00: Durante a sessão de treinamento da equipe Faber, Cristiano Marcello discute estratégia e se prepara para sua luta contra Justin Lawrence. Em resposta à brincadeira de Tickle, a equipe Faber coloca a fita em um grande cartaz de Dominick Cruz fazendo-o aparecer como Eddie Munster.
- Terça-feira 10:30: John Cofer faz uma piada sobre como anda Tickle. Tickle fica ofendido com a brincadeira e um argumento verbal segue.
- Terça Feira 11:00 Durante a sessão de treinamento da equipe Cruz, há um foco para Lawrence no Brazilian Jiu-Jitsu . A brincadeira também continua , Time Cruz constrói uma "tanga" para o grande cartaz de Faber, colocando-o em "queixo bunda" .
- Quinta-feira 16:00: Na pesagem oficial, tanto Justin Lawrence e Cristiano Marcello pesam 71 kg (156 lbs).
- Justin Lawrence derrota Cristiano Marcello por nocaute às 3:15 do segundo round.[3]
  - Equipe Cruz mantém o direito de escolher a luta. A luta para a semana seguinte é anunciado para ser Myles Júri vs Al Iaquinta.

Episódio 4: "Toda a Pressão" (30 de março de 2012)
- Domingo 03:00: Vários lutadores discutem as dificuldades de estar longe de suas famílias durante três meses sem qualquer contato enquanto está apenas a três semanas no reality
- Terça-feira 02:00: Urijah Faber traz "life coach" Jim Peterson para a casa do The Ultimate Fighter para falar com todos os lutadores. Chris Tickle decidir não participar da conversa.
- Quarta-feira 08:00: Mike Rio ainda está reclamando de dores no joelho.
- Quinta-feira 16:00: Na pesagem oficial , Júri Myles pesa 70 kg (155 lbs) e Al Iaquinta peso 70 kg (155 lbs)
- Al Iaquinta derrota Júri Myles por decisão dividida após três rounds
  - Equipe Faber ganha o poder de escolher a luta. A luta para a semana seguinte é anunciado para ser Micheal Chiesa vs Jeremy Larsen.

Episódio 5: "Sensação Miserável" (06 de abril de 2012)
- Sexta-feira: Após a luta ao vivo na semana anterior eo anúncio de que Mike Chiesa irá lutar com Jeremy Larsen, Sam Sicilia expressa hesitação para discutir estilo de luta Chiesa. Sicilia e Chiesa são amigos e parceiros de treinamento  e Siclia quer continuar assim e não trair Chiesa.
- Sábado 09:00: Dominick Cruz fala com Sam Sicilia e tenta descobrir sobre  suas favoritas finalizações e do estilo de luta.
- Domingo 09:00: Chris Tickle se queixa de dor em seus dedos do pé. Em conversa com o médico do UFC, os sintomas assemelham-se a gota. O médico  discute a questão com Cruz e que os testes serão realizados para verificar ou eliminar a gota como uma possibilidade. Cruz não está convencido de que Tickle está tendo problemas reais e que não  não gosta do regime de treinamento. Tickle diz que não é o treinamento que ele está tendo  problema .
- Segunda-feira 01:30: Durante o treinamento Urijah Faber e Mike Chies trabalham quedas, luta, e submissões.
- Terça-feira 15:00: Durante o treinamento Chris Tickle reclama de dores no estômago.  Em uma entrevista, Cruz explica que ele está ficando cansado das  desculpas de Tickle  não treinar.
- Quarta-feira 13:00: Chris Tickle visita o hospital para obter os resultados dos testes realizados da gota. Os testes vieram negativos para a gota.
- Quinta-feira 16:00: Na pesagem oficial, Jeremy Larson pesa 70 kg (154 lbs) e Mike Chiesa pesa 70,5 quilos (155,5 lbs).
- Michael Chiesa derrotou Jeremy Larsen por decisão unânime após dois rounds No final do primeiro round, Chiesa acerta uma joelhada na cabeça de larsen, enquanto Larsen tinha um joelho tocando o tapete. O árbitro pediu um tempo limite para permitir que Larsen se recuperar do golpe ilegal e deduzido um ponto de Chiesa. **Equipe Faber mantém o controle de escolher a luta. Faber anuncia a luta na semana seguinte será entre Joe Proctor vs.Cris Tickle.

Episódio 6: "Cão sem Casca" (13 de abril de 2012)
- Sexta-feira: Foi discutido que Chris Tickle estava embriagado durante a luta da semana anterior. No vestiário, Tickle estava rindo e fazendo piadas sobre sua luta que tinha acabado de ser anunciado contra Joe Proctor. Dominick Cruz fica chateado com a atitude e diz a Tickle para manter a boca fechada para a próxima semana.
- Sábado 10:30: Mike Rio reclama de dores em um dos joelhos e ter dificuldades de movê-lo. Rio e Jeremy Larsen ter uma discussão sobre a vida de um lutador de artes marciais mistas.
  - Durante o treino, Cruz pede desculpas a Tickle por seus comentários na noite anterior. Cruz explicou que ele estava chateado devido à perda de Jeremy Larsen. Cruz diz que quer Tickle sendo ele mesmo.
- Sábado 17:00: enquanto a equipe de Faber esta treinando, Chris Tickle planeja uma brincadeira, colocando um recipiente com água na porta da frente da Casa The Ultimate Fighter. Quando o Time Faber retorna do treino, Joe Proctor entra no quarto e contem os vazamentos de água em sua cabeça. Proctor ri e acredita que é uma piada engraçada.
- Domingo 11:30: Os lutadores discutem sobre estar longe de suas famílias e amigos durante o Domingo de Páscoa.  Chris faz cócegas em um peru para toda a casa e os lutadores passam tempo fora.
- Quinta-feira 16:00: Na pesagem oficial, Chris Tickle pesa 69 kg (153 lbs) e Joe Proctor pesa 70 kg (155 lbs).
- Ao Vivo:Joe Proctor vence Chris Tickle por finalização com um mata-leão no final do primeiro round.
  - Equipe Faber mantém o controle de escolher a luta. Faber anuncia a luta para a semana seguinte a ser John Cofer contra VINC Pichel.

Episódio 7: Resistir a tempestade (20 de Abril de 2012)
- Ao vivo:A luta começou com trocação franca entre os dois. Pichel levou vantagem no boxe no início, mas Cofer reagiu com bons chutes e joelhadas. O lutador do time azul mostrou boa movimentação para fugir dos golpes do adversário e teve bons momentos no clinch. O equilibrado primeiro round se encerrou com mais trocação desenfreada.

Um direto de direita de Pichel atordoou Cofer no início do segundo round, mas o atleta de azul logo se recuperou. O combate continuou muito igual e o lutador do Team Cruz conseguiu a primeira queda, com um bate-estacas. Por baixo, Cofer tentou uma chave de braço, mas Pichel escapou e manteve-se por cima pelo resto do tempo, castigando o rival com socos no corpo.
Os árbitros apontaram empate nos dois primeiros rounds e os lutadores voltaram para um último assalto de desempate. Os dois partiram para o ataque e logo caíram no solo. Cofer tentou uma guilhotina, mas Pichel escapou e fez a transição para um katagatame, que forçou o adversário a bater em desistência.
- Cofer é um cara muito durão. Ele me acertou. Vim com um plano de jogo, mas quando o plano falha, você arrisca tudo, e funcionou - afirmou Pichel, que permanece invicto em sua carreira no MMA.
- A vitória devolveu a Cruz o direito de escolher o duelo da próxima semana. O campeão apontou Sam Sicilia, seu segundo escolhido no recrutamento inicial do programa, para enfrentar Chris Saunders, último selecionado por Faber.[4]

Episódio 8 (27 de Abril de 2012)
- Dominick Cruz convidou a campeã peso-galo do Strikeforce, Ronda Rousey, para ajudar integrantes da equipe durante os treinos da semana. A ex-judoca olímpica, especialista em luta no solo, aceitou e levou um pouco de graça e beleza para o reality show.
- Ao Vivo:Para o Time Cruz, a campeã do Strikeforce não deu muita sorte. Não que Sam Sicilia tenha ido mal no combate. Ele fez um duelo bastante equilibrado diante de Chris Saunders, tanto no solo quanto na trocação, mas viu os jurados Adelaide Byrd e Tony Weeks marcarem 20 a 18 a favor de Saunders. A jurada Patricia Morse Jarman anotou justamente o contrário, 20 a 18 para Sicilia, mas a maioria dos votos decretou a vitória do lutador do Time Faber.
  - Com a vitória, Urijah Faber voltou a ter o poder de escolha da próxima luta. Mas nem vai poder usar desta vez. Como 14 atletas já lutaram, sobraram apenas Andy Ogle, do Time Faber, e Mike Rio, do Time Cruz, que se enfrentam na próxima sexta-feira para definir o último classificado para as quartas de final.[5]

- Episodio 9: Torne se um heroi (09 de Maio de 2012)
- Ao Vivo Andy Ogle derrotou Mike  Rio por finalizaçao no segundo round.

Episódio 10 (11 de Maio de 2012)
- Ao Vivo Na primeira luta do episódio desta sexta-feira, Vick, de calções vermelhos, começou dominando o centro do octógono e atacou mais, variando chutes e socos. Proctor praticamente apenas se defendeu por toda a primeira metade. O atleta de azul acertou um bom direto no meio do round, mas Vick continuou melhor, com mais combinações e comando da luta.

Proctor voltou mais ativo no segundo round. Vick reagiu, mas o atleta de azul logo buscou uma queda para retomar o controle. Não adiantou. O lutador de vermelho inverteu a posição, se levantou e voltou a dominar a luta em pé. Proctor acertou bons golpes nos segundos finais, mas não foi suficiente: James Vick venceu por decisão unânime.
Na segunda semifinal, Justin Lawrence, do time vermelho, começou dando pisões e se desequilibrou. Michael Chiesa não desperdiçou a oportunidade e passou a perseguir o adversário, para garantir que a luta permanecesse no chão. O lutador de azul rapidamente envolveu o adversário e quase conseguiu fechar uma omoplata e um triângulo. Paciente, Lawrence escapou e ficou por cima, mas Chiesa continuou ativo mesmo com as costas no chão. Sua tentativa de raspagem não funcionou, e o atleta do Team Cruz atacou no ground and pound. Lawrence, todavia, deu abertura para Chiesa fechar um triângulo com as pernas e lhe punir com cotoveladas até o final do round.
O segundo round começou com maior trocação em pé, e Lawrence levou vantagem. Chiesa marcou um chute alto do atleta de vermelho e quase deu uma queda. Lawrence, todavia, conseguiu se manter de pé e se desvencilhar. Os dois diminuíram o ritmo, mas ambos continuavam atacando e andando para frente. No minuto final, Lawrence acertou um belo gancho na linha de cintura que derrubou Chiesa, mas o lutador do Team Faber se recuperou e tentou uma kimura. O round terminou com Lawrence controlando o adversário por cima.
Com a luta empatada, a decisão foi a um round extra. Cansado, Lawrence inverteu o plano de jogo e botou Chiesa no chão. Todavia, o lutador de azul raspou o rival e conseguiu a montada imediatamente. A partir daí, o cabeludo desferiu uma série de golpes até o árbitro determinar o fim da luta, por nocaute técnico com 1m02s de round.
Episódio 11 (18 de Maio de 2012)
- Ao Vivo Al lanquinta derrotou  Vinc Pichel por decisao majoritária.Chris Saunders derrotou Andy Ogle com um nocaute  tecnico no primeiro round.

## Chave Peso leve
|  | Oitavas De Final   | Oitavas De Final |                |     | Quartas de final | Quartas de final |  |  | Semifinais | Semifinais |  |  | Finale | Finale |
|  |                    |                  |                |     |                  |                  |  |  |            |            |  |  |        |        |
|  |                    |                  |                |     |                  |                  |  |  |            |            |  |  |        |        |
|  |                    |                  |                |     |                  |                  |  |  |            |            |  |  |        |        |
|  | Cris Tickle        | 1                |                |     |                  |                  |  |  |            |            |  |  |        |        |
|  | Cris Tickle        | 1                |                |     |                  |                  |  |  |            |            |  |  |        |        |
|  | Joe Proctor        | FIN              |                |     |                  |                  |  |  |            |            |  |  |        |        |
|  | Joe Proctor        | FIN              | Joe Proctor    | 2   |                  |                  |  |  |            |            |  |  |        |        |
|  |                    |                  | Joe Proctor    | 2   |                  |                  |  |  |            |            |  |  |        |        |
|  |                    | James Vick       | DU             |     |                  |                  |  |  |            |            |  |  |        |        |
|  | James Vick         | James Vick       | DU             | KO  |                  |                  |  |  |            |            |  |  |        |        |
|  | James Vick         |                  |                | KO  |                  |                  |  |  |            |            |  |  |        |        |
|  | Daron Cruickshank  | 1                |                |     |                  |                  |  |  |            |            |  |  |        |        |
|  | Daron Cruickshank  | 1                | James Vick     | 2   |                  |                  |  |  |            |            |  |  |        |        |
|  |                    |                  | James Vick     | 2   |                  |                  |  |  |            |            |  |  |        |        |
|  |                    | Michael Chiesa   | TKO            |     |                  |                  |  |  |            |            |  |  |        |        |
|  | Jeremy Larsen      | Michael Chiesa   | TKO            | 2   |                  |                  |  |  |            |            |  |  |        |        |
|  | Jeremy Larsen      |                  |                | 2   |                  |                  |  |  |            |            |  |  |        |        |
|  | Michael Chiesa     | DU               |                |     |                  |                  |  |  |            |            |  |  |        |        |
|  | Michael Chiesa     | DU               | Michael Chiesa | TKO |                  |                  |  |  |            |            |  |  |        |        |
|  |                    |                  | Michael Chiesa | TKO |                  |                  |  |  |            |            |  |  |        |        |
|  |                    | Justin Lawrence  | 3              |     |                  |                  |  |  |            |            |  |  |        |        |
|  | Justin Lawrence    | Justin Lawrence  | 3              | KO  |                  |                  |  |  |            |            |  |  |        |        |
|  | Justin Lawrence    |                  |                | KO  |                  |                  |  |  |            |            |  |  |        |        |
|  | Cristiano Marcello | 2                |                |     |                  |                  |  |  |            |            |  |  |        |        |
|  | Cristiano Marcello | 2                | Michael Chiesa | FIN |                  |                  |  |  |            |            |  |  |        |        |
|  |                    |                  | Michael Chiesa | FIN |                  |                  |  |  |            |            |  |  |        |        |
|  |                    | Al Iaquinta      | 1              |     |                  |                  |  |  |            |            |  |  |        |        |
|  | Myles Jury         | Al Iaquinta      | 1              | 3   |                  |                  |  |  |            |            |  |  |        |        |
|  | Myles Jury         |                  |                | 3   |                  |                  |  |  |            |            |  |  |        |        |
|  | Al Iaquinta        | DD               |                |     |                  |                  |  |  |            |            |  |  |        |        |
|  | Al Iaquinta        | DD               | Al Iaquinta    | DM  |                  |                  |  |  |            |            |  |  |        |        |
|  |                    |                  | Al Iaquinta    | DM  |                  |                  |  |  |            |            |  |  |        |        |
|  |                    | Vinc Pinchel     | 2              |     |                  |                  |  |  |            |            |  |  |        |        |
|  | Vinc Pichel        | Vinc Pinchel     | 2              | FIN |                  |                  |  |  |            |            |  |  |        |        |
|  | Vinc Pichel        |                  |                | FIN |                  |                  |  |  |            |            |  |  |        |        |
|  | John Coffer        | 3                |                |     |                  |                  |  |  |            |            |  |  |        |        |
|  | John Coffer        | 3                | Al Iaquinta    | DU  |                  |                  |  |  |            |            |  |  |        |        |
|  |                    |                  | Al Iaquinta    | DU  |                  |                  |  |  |            |            |  |  |        |        |
|  |                    | Chris Saunders   | 2              |     |                  |                  |  |  |            |            |  |  |        |        |
|  | Sam Sicilia        | Chris Saunders   | 2              | 2   |                  |                  |  |  |            |            |  |  |        |        |
|  | Sam Sicilia        |                  |                | 2   |                  |                  |  |  |            |            |  |  |        |        |
|  | Chris Saunders     | DD               |                |     |                  |                  |  |  |            |            |  |  |        |        |
|  | Chris Saunders     | DD               | Chris Saunders | TKO |                  |                  |  |  |            |            |  |  |        |        |
|  |                    |                  | Chris Saunders | TKO |                  |                  |  |  |            |            |  |  |        |        |
|  |                    | Andy Ogle        | 1              |     |                  |                  |  |  |            |            |  |  |        |        |
|  | Mike Rio           | Andy Ogle        | 1              | 2   |                  |                  |  |  |            |            |  |  |        |        |
|  | Mike Rio           |                  |                | 2   |                  |                  |  |  |            |            |  |  |        |        |
|  | Andy Ogle          | FIN              |                |     |                  |                  |  |  |            |            |  |  |        |        |
|  | Andy Ogle          | FIN              |                |     |                  |                  |  |  |            |            |  |  |        |        |

## Bônus da Temporada
- Luta da Temporada:  Myles Jury vs.  Al Iaquinta
- Nocaute da Temporada:  Al Iaquinta (vs. Andy Ogle)
- Finalização da Temporada:  Joe Proctor (vs. Chris Tickle)

## Finale
The Ultimate Fighter Live Final